# Arenigobius
Arenigobius Whitley, 1930 è un genere di pescei d'acqua salata appartenente alla famiglia Gobiidae.

## Descrizione
I pesci del genere Arenigobius presentano un corpo molto allungato, dalla sezione quasi cilindrica, poco compresso ai fianchi. La testa ha occhi grandi e sporgenti e grande bocca obliqua. Le pinne pettorali sono ampie e robuste, di forma ovaloide, così come le ventrali. Sono presenti due pinne dorsali trapezoidali che sovrastano quasi totalmente la lungbhezza del dorso; la pinna anale è speculare alla seconda dorsale. La pinna caudale è a tondeggiante in tutte le specie ad eccezione di Arenigobius bifrenatus, che presenta una coda a lancia, allungata. La livrea varia secondo la specie, ma tendenzialmente ha fondo grigio bruno con marezzature e linee orizzontali bruno-rossastre. 

Le dimensioni si attestano sui 10 cm.

## Distribuzione e habitat

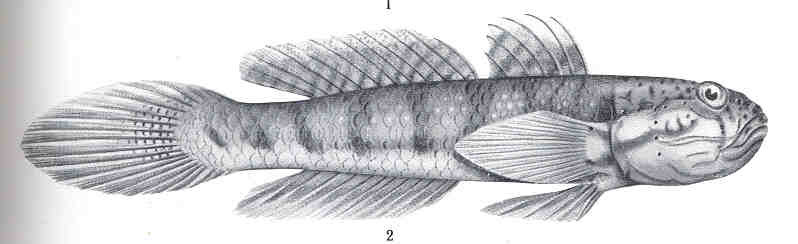
Arenigobius semifrenatus

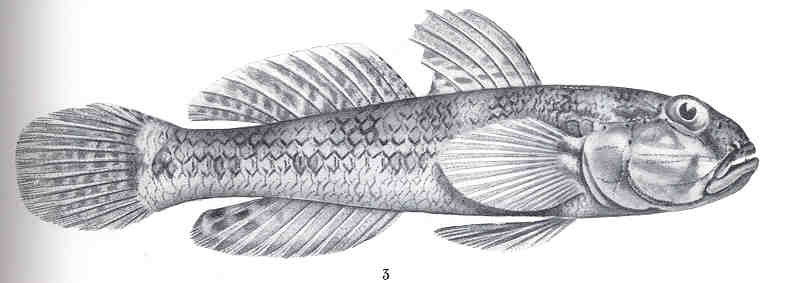
Arenigobius leftwichi

Tutte le specie sono endemiche delle acque costiere che bagnano l'Australia meridionale. Una specie, Arenigobius leftwichi, è diffusa anche nelle coste della Nuova Caledonia. Vivono in acque poco profonde di estuarii fluviali, scogliere o banchi sabbiosi con grande presenza di alghe e mangrovie.

## Specie
Il genere comprende 3 specie :
- Arenigobius bifrenatus
- Arenigobius frenatus
- Arenigobius leftwichi